# Loi des pleins pouvoirs de 1934
 (avril 2025).
Si vous disposez d'ouvrages ou d'articles de référence ou si vous connaissez des sites web de qualité traitant du thème abordé ici, merci de compléter l'article en donnant les références utiles à sa vérifiabilité et en les liant à la section « Notes et références ».
La loi constitutionnelle fédérale du 30 avril 1934 ou la loi des plein-pouvoirs de 1934 transfère les pouvoirs du Conseil national autrichien et du Conseil fédéral autrichien au gouvernement. Durant la période austrofasciste, la majorité des lois ont été adoptées sur la base de la loi des plein-pouvoir et ont contourné les organes législatifs prévus par la Constitution.

## Histoire
En mars 1933, le chancelier fédéral Engelbert Dolfuss a ainsi profité de la démission des trois présidents du Conseil national, un cas non prévu par le règlement intérieur du Conseil national, pour dissoudre le Parlement. Une réunion des députés a ainsi pu être empêchée par l'envoi des forces de l'ordre autrichiennes. Par la suite, le gouvernement a pu adopter un ensemble de lois autoritaires, dont certaines basées sur la loi des pleins pouvoirs de 1917 pour l'économie de guerre, pensée initialement, comme son nom l'indique, pour les situations de guerre. Les élections furent interdites, les libertés de réunion et de manifestation furent restreintes. La Cour constitutionnelle, qui aurait pu abroger ces règlements et loi anticonstitutionnels fut par ailleurs paralysée par le gouvernement.
Le 24 avril 1934, le gouvernement a établi une nouvelle constitution sur la base de la loi des pleins pouvoirs de 1917. Pour lui donner une apparence de légalité, le conseil national et le conseil fédéral furent convoqués le 30 avril 1934 pour la voter avec la loi des pleins pouvoirs. Ce Conseil national croupion ne comptait alors que près de 90 membres, plusieurs étant morts depuis et les sociaux-démocrates ainsi que les députés du Heimwehr ayant été révoqués. Il n'y eut en fait que 76 députés présents, ce qui est trop peu pour le quorum requis. 72 d'entre eux appartenaient au Parti chrétien-social et au Heimatblock. La majorité des représentants du Landbund ne sont pas venus en mesure de protestations, deux d'entre eux vinrent et votèrent en faveur de la loi. Il y eut aussi deux représentants du Parti-populaire de la Grande Allemagne qui votèrent pour. La loi ne fut par contestée par le conseil fédéral. Le vote n'était cependant pas constitutionnellement légitime dans la mesure où les candidats sociaux-démocrates et du Heimwehr ne furent pas remplacés par des élus nommés par les parlements des Länder, mais par des mandataires désignés par les gouverneur des Länder en accord avec le gouvernement fédéral. Le référendum requis pour toute loi de cet ordre n'eut par ailleurs pas lieu.

## Contenu
La loi constitutionnelle fédérale du 30 avril 1934 contient quatre articles :
L'article premier abroge l'article 44 alinéa 2 et l'article 50 de la loi constitutionnelle fédérale de 1929 . L'article 44, paragraphe 2, stipule que toute modification globale de la Constitution fédérale doit être soumise à un référendum.  L’article 50 stipule que les traités politiques et autres traités modifiant les lois nécessitent l’approbation du Conseil national et, s’ils entraînent des modifications des lois constitutionnelles, nécessitent un référendum.
Le second article établit que la charte constitutionnelle annexée au décret gouvernemental du 24 avril 1934 est une loi constitutionnelle fédérale et affirme de ce fait sa validité juridique. Le Gouvernement est autorisé à publier ce document constitutionnel sous le nom de « Constitution de 1934 » dans le Journal officiel fédéral le 1er mai 1934.
Dans l'article troisième, le premier alinéa prévoit que le Conseil national et que le Conseil fédéral seront informés le jour suivant l'annonce (c'est-à-dire à compter du 2 mai 1934) seront dissous. Au deuxième alinéa, les compétences du Conseil national, du Conseil fédéral et de leurs commissions et organes, notamment la responsabilité de la législation fédérale, y compris la législation constitutionnelle, sont transférées au gouvernement fédéral . La séparation des pouvoirs est ainsi abolie.
Le quatrième article est une courte clause d'exécution dans laquelle le gouvernement fédéral est chargé de l'exécution de cette loi constitutionnelle fédérale.

## Application dans la pratique gouvernementale
Selon la dite Constitution de mai, désormais entrée en vigueur, le conseil fédéral et d'autres organes étaient responsables de la législation. En fait, dans la majorité des lois adoptées, le gouvernement s’est appuyé sur le deuxième paragraphe de l’article 3 de la loi des pleins pouvoirs, contournant ainsi ces organes constitutionnels. Entre mai et novembre 1934, les lois étaient votées exclusivement par le Conseil des ministres sur la base de la loi d'habilitation. Fin novembre, les organes constitutionnels de la législation fédérale ont commencé leurs travaux et ont acquis progressivement en importance dans le processus législatif. Sur les 532 lois publiées au Journal officiel fédéral entre la réunion constitutive des organes législatifs fédéraux et le 11 mars 1938, 367 ont été promulguées par la loi des pleins-pouvoirs.
Le 13 mars 1938 le gouvernement fédéral Seyss-Inquart adopta également grâce aux pleins-pouvoirs la loi constitutionnelle fédérale sur la réunification de l'Autriche avec le Reich allemand qui liquidait l'État autrichien.